# 瑟奈德
瑟奈德（法語：Senaide，法語發音：[sənɛd] ⓘ）是法国大東部大區孚日省的一个市镇，属于讷沙托区。

## 地理
瑟奈德（47°58'14"N, 5°48'12"E）面积12.17 平方千米，位于法国大東部大區孚日省，该省份为法国东北部内陆省份，北起默兹省和默尔特-摩泽尔省，西接上马恩省，南至上索恩省和贝尔福地区省，东临上莱茵省和下莱茵省。
与瑟奈德接壤的市镇（或旧市镇、城区）包括：波旁莱班、阿庞斯河畔弗雷讷、塞尔克、安韦勒、伊什。

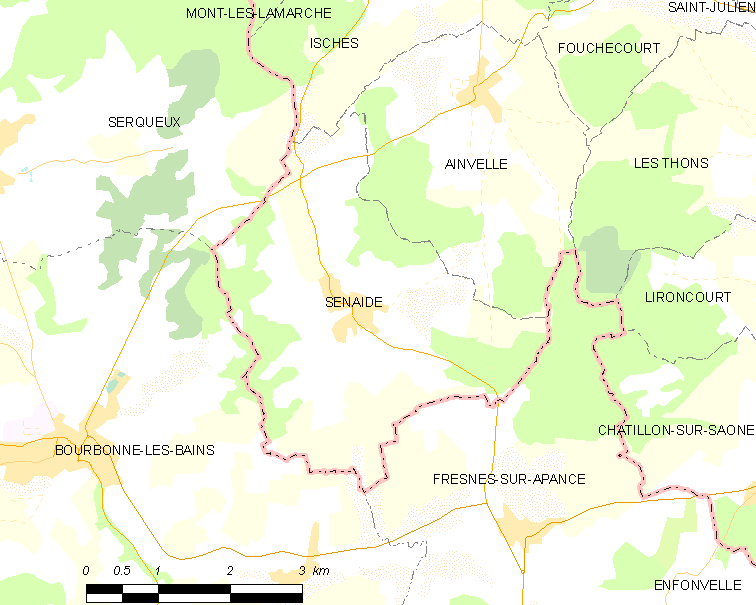
瑟奈德的OSM定位图

瑟奈德的时区为UTC+01:00、UTC+02:00（夏令时）。

## 行政
瑟奈德的邮政编码为88320，INSEE市镇编码为88450。

## 政治
瑟奈德所属的省级选区为达尔内县。

## 人口

1962-2008年间瑟奈德人口变化图示

瑟奈德于2022年1月1日时的人口数量为183人。